# Põdra (Peipsiääre)
Põdra is een plaats in de Estlandse gemeente Peipsiääre, provincie Tartumaa. De plaats heeft de status van dorp (Estisch: küla) en telt 26 inwoners (2021).
Tot in oktober 2017 hoorde Põdra bij de gemeente Vara. In die maand werd Vara bij de gemeente Peipsiääre gevoegd.

## Geschiedenis
Põdra werd voor het eerst genoemd in 1744 als Auf Poddra Jürgens land, een boerderij op het landgoed van Kawast (Kavastu in de gemeente Luunja). Tot in de jaren dertig van de 20e eeuw viel Põdra onder het noordelijke buurdorp Koosa. Toen werd het onder de naam Poriküla een zelfstandig dorp. In 1970 werd het herdoopt in Põdra.